# Modì - Tre giorni sulle ali della follia
Modì - Tre giorni sulle ali della follia (Modi: Three Days on the Wing of Madness) è un film biografico del 2024 diretto da Johnny Depp basato sull'opera teatrale Modigliani di Dennis McIntyre e basato sulla vita dell'artista italiano Amedeo Modigliani.
È il secondo lungometraggio da regista di Johnny Depp, dopo Il coraggioso del 1997.

## Trama
Parigi, 1916. L’artista Amedeo Modigliani vive alla giornata cercando di vendere i suoi quadri, perlopiù giudicati troppo tristi e/o deprimenti, e realizzando ritratti su commissione. Per il resto, passa il tempo bevendo alcolici a profusione e scatenando risse, vagabondando con gli amici Maurice Utrillo e Chaïm Soutine, anche loro pittori, e scroccando pasti all’amica Rosalia Tobia, che paga con qualche disegno. Modigliani ha una tormentata relazione con la giornalista Beatrice Hastings e un buon rapporto con il mercante Léopold Zborowski ma neanche loro, pur facendo pubblicità alle sue opere, riescono a portargli guadagni concreti. L'artista vive spesso sogni tormentati legati alla guerra e alla morte.
Modigliani è fortemente tentato di abbandonare gli eccessi parigini e tornare nella natia Livorno, ma Zborowski lo informa che un facoltoso collezionista di nome Maurice Gangnat arriverà entro due giorni da Nizza per valutargli le opere avendole considerate interessanti, e l'artista si convince quindi ad aspettare ancora quarantotto ore prima di andarsene.
In questo lasso di tempo Modigliani, che mostra già i sintomi di una meningite tubercolare, conclude l’ennesimo ritratto di Beatrice, rappresentata nuda come la maggior parte delle donne da lui dipinte, finisce di scolpire una statuetta a forma di testa di donna e cerca di arginare come può i disturbi mentali di Utrillo. All'ennesimo litigio con Beatrice, ella fa i bagagli e lo lascia.
Quando arriva Gangnat, l’incontro non va come Modigliani sperava: il collezionista, che comunque si dimostra molto cortese e disponibile, non ha in realtà mai visto nessuno dei suoi quadri, e i tre che l’artista italiano gli mostra vengono valutati appena sessanta franchi. Oltre al danno, la beffa: Gangnat è molto più interessato all’arte di Soutine, e consiglia al livornese di dedicarsi alla scultura piuttosto che alla pittura. Colpito nell’orgoglio, Modigliani rifiuta di vendergli la statuetta da lui realizzata poco prima, nonostante un’offerta davvero esagerata, e lo insulta.
Dopo aver lasciato a Beatrice la piccola testa di donna, Modigliani va a casa e distrugge tutti i suoi quadri; quando la sua ormai ex compagna gli porta indietro la statuetta, lui butta l'oggetto nella Senna. Infine, colto da ispirazione, decide di mettersi nuovamente all’opera scolpendo un blocco di pietra calcarea.

## Personaggi e interpreti
- Amedeo Modigliani, interpretato da Riccardo Scamarcio; Bernardo Cassette Amedeo bambino.
- Léopold Zborowski, interpretato da Stephen Graham;
- Maurice Gangnat, interpretato da Al Pacino;
- Beatrice Hastings, interpretata da Antonia Desplat;
- Maurice Utrillo, interpretato da Bruno Gouery;
- Chaïm Soutine, interpretato da Ryan McParland;
- Rosalie Tobia, interpretata da Luisa Ranieri;
- Clementine, interpretata da Sally Phillips;
- Monsieur Petit, interpretato da Benjamin Lavernhe.

## Produzione

### Sviluppo
L'idea di un film su Modigliani fu proposta da Al Pacino verso la fine degli anni settanta, con l'intento di basare la sceneggiatura sull'opera teatrale Modigliani di Dennis McIntyre. Il produttore cinematografico americano Keith Barish acquistò quindi i diritti dell'opera teatrale e ne diede a Pacino il pieno controllo creativo. Pacino chiese quindi a Richard Price di scrivere la sceneggiatura, usando l'opera teatrale come base per il film. Nel 1979, fu offerta la regia a Francis Coppola, con Bernardo Bertolucci e Martin Scorsese come seconda e terza scelta. Dopo il rifiuto di Coppola, la sceneggiatura fu proposta a Scorsese, che accettò. Tuttavia, non venne trovato uno studio disposto a finanziare il progetto.
Negli anni '90, Mick Davis scrisse una nuova versione della sceneggiatura su richiesta di Scorsese. Pacino e la 20th Century Studios, interessata a produrre il film, si dissero soddisfatti, ma suggerirono a Davis di fondere la sua sceneggiatura con quella originale di Price. A questo punto, l'idea era che Pacino dirigesser il film e che Johnny Depp, a cui l'idea era stata proposta nel 1997 durante le riprese di Donnie Brasco, dove collaborava proprio con Pacino, avrebbe interpretato il protagonista Amedeo Modigliani. Davis non accolse con favore l'idea di fondere la sua sceneggiatura con quella di Price, così si ritirò dal progetto per realizzarne invece una sua versione, uscita nel 2004 con il titolo I colori dell'anima, con protagonisti Andy García come Modigliani e Elsa Zylberstein nel ruolo della sua ultima compagna e musa, Jeanne Hébuterne.
Nel 2012 il progetto originale fu ripreso, ma si arenò nuovamente perché all'epoca Depp, ancora la prima scelta per il ruolo di Modigliani, era troppo impegnato prendere parte a un altro film. Infine, durante la pandemia COVID del 2020, Pacino propose a Depp di dirigere il film invece di recitarvi.

### Pre-produzione
Nell'agosto 2022, il film fu annunciato ufficialmente, con Al Pacino e Barry Navidi come produttori e Johnny Depp come regista e produttore, mentre la sceneggiatura è stata affidata a Jerzy e Mary Kromolowski. Depp ha espresso la sua ammirazione per Modigliani con una dichiarazione ufficiale: "La saga della vita del signor Modigliani è una che sono incredibilmente onorato e umiliato di portare sullo schermo. È stata una vita di grandi difficoltà, ma alla fine trionfante: una storia universalmente umana con cui tutti gli spettatori possono identificarsi". Al Pacino, che inizialmente propose a Depp l'idea di dirigere un film biografico, ha dichiarato: "Questo è uno spaccato della vita di Modì e non una biografia. È sempre stato un mio sogno lavorare di nuovo con Johnny: è un vero artista con una visione incredibile per portare questa grande storia sullo schermo".
Il film rappresenta la seconda esperienza di Depp alla regia dopo Il coraggioso del 1997 e la sua terza collaborazione con Pacino dopo Donnie Brasco e Jack e Jill.
Nel maggio 2023, il titolo del film fu annunciato come Modì, con Riccardo Scamarcio nel ruolo di Amedeo Modigliani e Pierre Niney come Maurice Utrillo, mentre Pacino, passato dalla regia alla recitazione, avrebbe interpretato Maurice Gangnat. Nel settembre 2023, Niney si ritirò dal progetto, mentre furono annunciati come membri del cast Luisa Ranieri, Antonia Desplat, Stephen Graham, Bruno Gouery (quest'ultimo in sostituzione di Niney), Ryan McParland, Benjamin Lavernhe e Sally Phillips. L'11 ottobre 2023, le cantanti rumene Viorica e Ionita Manole annunciarono su Instagram che sarebbero apparse nel film nel ruolo di due cantanti.

### Riprese
La maggior parte del film è stato girato a partire da settembre 2023 a Budapest, in Ungheria. I set esterni, come il Giardino Károlyi, sono stati ridecorati per assomigliare alla Parigi degli anni '10. Il primo blocco di riprese si è concluso a Budapest il 4 novembre 2023. Ulteriori scene sono state girate a Los Angeles nel gennaio 2024 e in Italia, precisamente a Torino, a fine febbraio 2024.

### Post-produzione
Il 18 gennaio 2024, furono rilasciate le prime immagini insieme a una dichiarazione di Depp. Ad agosto, il film è stato sottotitolato Three Days on the Wing of Madness, in italiano Tre giorni sulle ali della follia, ed è stato reso noto che sarebbe stato dedicato alla memoria del musicista rock Jeff Beck, un caro amico di Depp scomparso a gennaio 2023.

### Finanziamento e produzione
Il film è prodotto dalla IN.2, sede europea della società di produzione di Depp, la Infinitum Nihil, in collaborazione con Salome Productions, Barry Navidi Productions and The Veterans e il supporto dell'ungherese Proton Cinema.
I finanziamenti provengono invece in parte dalla Red Sea Film Foundation, che aveva sostenuto anche i costi di Jeanne du Barry (2023), in cui Depp recitava il principale ruolo maschile, quello di Luigi XV.

## Distribuzione
Dopo essere stato presentato in anteprima mondiale prima alla 71ª edizione del Festival internazionale del cinema di San Sebastián il 24 settembre 2024 e poi alla Festa del Cinema di Roma il successivo 26 ottobre, il film è stato distribuito nelle sale cinematografiche italiane a partire dal 21 novembre 2024, e in quelle internazionali a partire dal 5 dicembre 2024.

## Accoglienza

### Critica
Il film ha ottenuto recensioni generalmente buone: MYmovies e Sentieri Selvaggi gli assegnano 3.5 stelle su 5 spiegando rispettivamente che Depp «cerca le soluzioni meno scontate e anche più rischiose, ma evidenziano anche il coraggio di un cinema che sa osare, anche nel suo essere scoordinato» e che il regista presenta uno «sguardo vagabondo che si rivolge innanzitutto agli umiliati, alle persone guardate con sospetto, alle vittime di una società che si permette di emettere un giudizio fatto soltanto di insolenza, incapace di vedere qualcosa che brilla in profondità sconosciute». GQ sottolinea inoltre «il desiderio di raccontare la purezza dell’arte nel suo manifestarsi e nel dilemma di un uomo che ha raggiunto la fama precoce e fantastica su cosa significhi rimanere sconosciuti nel momento di massimo splendore».
The Hollywood Reporter invece definisce la seconda regia di Depp un «biopic piatto» sottolineando che, «come molti film sugli artisti, siano essi pittori, compositori o scrittori, [...] non osa impegnarsi seriamente nel mostrare il mestiere, l’applicazione e la tecnica o quei dettagli che rendono davvero importanti le loro creazioni», stessa osservazione di Movieplayer che evidenzia infine come il film, peraltro, «avrebbe goduto di una maggiore attenzione dedicata proprio alla lingua».